# 浦田信輔
浦田 信輔（うらた しんすけ、1973年7月31日 - ）は、日本のオートレース選手。福岡県出身。23期、飯塚オートレース場所属。

## 選手データ
- プロフィール
  - 選手登録：1993年7月2日
  - 身長：167.0cm
  - 体重：55.8kg
  - 血液型：AB型
  - 趣味：ゴルフ
  - 同期レーサー：池田政和（川口） 佐々木啓（山陽）など

- 戦歴 
  - 通算優勝回数:115回
  - グレードレース（SG、GI、GII）優勝回数:40回
  - 全国区レース優勝回数:10回（SG8回・プレミアムカップ2回）
  - SG優勝回数:8回
  - GI優勝回数:19回
  - GII優勝回数:13回
  - 年間最多優勝選手:2回
  - 年間最多勝利選手:4回
  - 全国競走成績第1位:1回

- 受賞歴
  - 最優秀選手賞:2回
  - 優秀選手賞:8回（小林啓二に次ぐ史上第2位）
  - 優秀新鋭選手賞:3回
  - 最優秀新人選手賞:1回
  - 特別賞:3回
  - 日刊三賞・殊勲賞:2回
  - 日刊三賞・技能賞:4回（小林啓二とともに史上最多タイ）
  - 日本プロスポーツ大賞・功労賞:1回

## 略歴
- 1994年
  - オートレース優優秀新人選手賞を受賞。
- 1995年
  - オートレース優秀新鋭選手賞を受賞。
- 1996年
  - オートレース優秀新鋭選手賞を受賞。
- 1998年
  - オートレース優秀新鋭選手賞を受賞。
- 1999年
  - 選手級別で飯塚地区A級第1位（前期）となる。同年後期よりランク制度が改変され、飯塚地区初のS級第1位となる。以降、2003年（前期）まで同地区A1（後､S1）。
  - GII春のスピード王決定戦（飯塚オートレース場）記念初優勝。
  - GI第42回ダイヤモンドレース（飯塚オートレース場）でGI初優勝。
  - GII秋のスピード王決定戦（飯塚オートレース場）優勝。
  - オートレース優秀選手賞と日刊スポーツオートレース三賞の技能賞を受賞。
- 2000年
  - 2月15日、SG第13回全日本選抜オートレース（飯塚オートレース場）でSG初優勝。当時の競走車呼名は「ビッグレオ」。競走タイムは3.509。
  - GII春のスピード王決定戦（飯塚オートレース場）優勝。
  - GIIウエストチャンピオンシップ（飯塚オートレース場）優勝。
  - この年のオートレース優秀選手賞をと日刊スポーツオートレース三賞の技能賞を受賞。
- 2001年
  - 1月24日、GII第2回トーマスメモリアルカップ（飯塚オートレース場）優勝。
  - 9月26日、SG第5回オートレースグランプリ（山陽オートレース場）優勝。当時の競走車呼名は「パンジャGT」。競走タイムは3.344。
  - 11月7日、SG第33回日本選手権オートレース（飯塚オートレース場）優勝。当時の競走車呼名は「パンジャA」。競走タイムは3.335。
  - オートレース最優秀選手賞と日刊スポーツオートレース三賞の殊勲賞、日本プロスポーツ大賞の功労賞を受賞。更に賞金王（1億1426万7100円）となる。
- 2002年
  - GII第3回トーマスメモリアルカップ（飯塚オートレース場）優勝。
- 2004年
  - 4月29日、SG第23回オールスターオートレース（山陽オートレース場）優勝。競走車呼名は「パンジャGT」。競走タイムは3.404。
- 2005年
  - 12月25日、スーパースターフェスタ内のトップスターカップ（GI格、川口オートレース場）優勝。当時の競走車呼名は「パンジャA」。競走タイムは3.360。
- 2006年
  - 全国ランキングで飯塚勢としては初となる後期S級全国第1位となる。
  - 3月8日、GI開設54周年記念グランプリレース（川口オートレース場）で完全優勝。競走タイムは3.382。
  - 4月30日、SG第25回オールスターオートレース（船橋オートレース場）優勝。競走車呼名は「パンジャA」。競走タイムは3.386。
  - 6月29日、第29回GIIサンケイスポーツ・まがたま杯争奪戦（川口オートレース場）優勝。
  - 11月12日、GIIオーバルチャンピオンカップ（飯塚オートレース場）優勝。
- 2007年
  - 1月21日、オートレース情報ライブ杯GIIグランプリ（GII王者決定戦、伊勢崎オートレース場）優勝。競走タイムは3.363。
  - 5月16日、GI開場51周年記念ゴールデンレース（浜松オートレース場）で優勝し、史上15人目の6場全場制覇を達成。
- 2008年
  - 1月10日、2007年度オートレース選手表彰にて優秀選手賞を受賞。
  - 6月11日、GI開場52周年記念ゴールデンレース（浜松オートレース場）優勝。競走タイムは3.393。
  - 7月2日、共同通信社杯GIプレミアムカップ（飯塚オートレース場）優勝。競走タイムは3.395。
  - 12月17日、GIスピード王決定戦（山陽オートレース場）で完全優勝。競走タイムは3.358。
- 2009年
  - 5月27日、GI開場53周年記念ゴールデンレース（浜松オートレース場）優勝。競走タイムは3.371。
- 2010年
  - 6月9日、GI開場54周年記念ゴールデンレース（浜松オートレース場）で完全優勝し、史上初となる同一GI４連覇を達成。競走タイムは3.382。
  - 8月25日、GI第53回ダイヤモンドレース（飯塚オートレース場）優勝。競走タイムは3.396。
  - 10月13日、GIオートレース発祥60周年記念船橋オート祭（船橋オートレース場）優勝。競走タイムは3.371。
- 2011年
  - 3月9日、GI開設59周年グランプリレース（川口オートレース場）優勝。競走タイムは3.370。
  - 12月31日、SG第26回スーパースター王座決定戦（川口オートレース場）優勝。競走タイムは3.333。この優勝で片平巧・永井大介以来となる史上3人目のグランドスラムを達成、10年ぶり2回目の賞金王（9005万9850円）に君臨している。
- 2013年
  - 6月23日、共同通信社杯GIプレミアムカップ（山陽オートレース場）優勝。競走タイムは3.371。
- 2014年
  - 2月11日、SG第27回全日本選抜オートレース（浜松オートレース場）優勝。競走車呼名は「パンジャA」。競走タイムは3.361。このレースで通算優勝回数が100回目となった。
  - 3月5日、第57回GI開設記念レース（飯塚オートレース場）優勝。競走タイムは3.373。
  - 7月21日、第38回GIキューポラ杯 （川口オートレース場）優勝。競走タイムは3.439。
- 2015年
  - 2月1日、第58回GI開設記念レース（飯塚オートレース場）優勝。競走タイムは3.377。
  - 4月29日、SG第34回オールスターオートレース（浜松オートレース場）優勝。競走車呼名は「パンジャA」。競走タイムは3.388。
- 2017年
  - 2月26日、GIIレジェンドカップ（伊勢崎オートレース場）優勝。競走タイムは3.380。

## 人物
名実共に「最強軍団」となった飯塚勢躍進の原動力とも言うべき選手である。桝崎正（7期、飯塚オートレース場所属。2002年引退）の弟子として厳しい指導を受け、徐々にその才能を開花させていった。
SGの初制覇は2000年2月15日の全日本選抜オートレースであった。飯塚勢が地元でSGを制覇したのは1970年の第5回日本選手権オートレースでの二田水潤太郎（3期、引退）以来実に30年ぶりの快挙であった。前年の1999年12月23日に、浦田の先輩であり、『西の横綱』と讃えられた中村政信（19期）の殉職という悲劇があり、飯塚ファンの歓喜は想像を絶するものであった。優勝選手インタビューの際に浦田は「政信さんが勝たせてくれた」「オヤジ（=桝崎）に捧げる優勝が出来た」と言い、多くのファンが感動したという。その後はタイトルを重ね、遂には全国S1に登り詰めるほどの実力者となったのである。

## 『常勝』
強運の持ち主でもある。前述の全日本選抜は、締め切り後レース発走直後から突如雪が降りしきり勢いを増した。本来浦田は雨走路を苦手としていたが、全車晴れタイヤでのレースとなり、地元でのSG優勝への気合に勝る浦田が初のSG優勝を飾った。因みに、このレースの最中、浦田は「いつ赤旗（=競走中止の合図旗）出るんやろ」と思っていたと語る。
また、長期に渡るスランプの中、現在使用されている新型タイヤ『KR-73S』が導入され、2004年にはオールスターオートレースでは久々のSG優勝を飾った。新タイヤの特性を各選手が未だ掴みきれていない中、インを丁寧に攻めた結果であったと言えよう。
また、2006年の第25回オールスターでは、更なる強運を見せた。4月29日の第11レース準決勝戦。この日は雨で、浦田は半ば優出を諦めていた。しかし、その準決勝戦で遠藤誠（25期、浜松オートレース場所属。元日本ハムファイターズの遠藤良平の兄）が落車。これをきっかけに多数の選手が落車し、3コーナーから4コーナー付近に取り残されてしまったのである。落車を回避した選手もいたが、事故処理が次の周回に入り3コーナーに到達するまでに完了せず、SG競走の準決勝としては10数年ぶりの不成立となってしまった。やむなく優勝戦へ進出する選手を前日までの得点で選出したところ、得点率上位に入り浦田は優出。この際、好調だった同期の池田政和（船橋オートレース場所属）は得点で劣り、優出を逃している。
この強運を味方につけたかのように、浦田は二度目のオールスター制覇を達成した。その優勝戦自体も兄弟子である岡部聡（19期、山陽オートレース場所属）のフライングや、飯塚将光（9期、船橋オートレース場所属）の反則妨害、上述の岡部が浦田のインに入ろうとした際にタイヤを滑らせ、接触寸前で回避したものの大きく後退するなどの波乱が相次いだレースだっただけに、運が作用した部分は決して小さくは無かった。
混戦の捌きの上手さと地元での安定した成績は全選手中上位で、『常勝』の二つ名で呼ばれることも少なくない。

## 技術
濡走路が苦手という欠点はあるものの、極めて高い走法技術を持っている。『俺の体の中にあるものを全てやる』とまで言わしめた桝崎の苛烈なまでの指導により、桝崎が有していた技術のほとんどは浦田に継承されたとまで言われている。
その象徴とも言うべき技術として、『逆ハンドル』が挙げられる。逆ハンドルとは、コーナーでハンドルを右に素早く切ることで、これにより後輪を走路の外に向けて滑らせ、走る向きを変えずに速度を殺すという技術である。ダート時代には逆ハンドルを切らなければコーナーでドリフトをかけられず、コーナーを回れなかったため誰もが持っていた技術であったが、舗装路に移行してからはあくまで緊急回避時の補助的なテクニックとして位置付けられており、積極的に使用されることは余り無かった。浦田はこの逆ハンドルを桝崎から教わり、見事体得した。この技術を現在使用できる選手は浦田を含めても余り存在しない。
また、強引な突進などのアグレッシブなところもある。

## 師弟関係
同門で兄弟子の岡部聡や、桝崎の最後の弟子で、弟弟子である田中茂（26期、飯塚オートレース場所属）、また、浦田と同期だが孫弟子にあたる鈴木清（川口オートレース場所属）などが整備仲間でもある。特に田中とは実の兄弟のような関係でもある。また、大変な後輩思いでも知られる。2005年のスーパースター王座決定戦では、初優出を決めた田中のために調子の良かった自分の車のクランクを下ろして、田中の車に取り付けてやっていた。それは「茂にSGを獲らせてやりたい」という想いからであったと語る。この時は結果こそ出なかったが、翌2006年、田中茂が大躍進を遂げ、史上四人目となる年間SG三連覇を達成した。